# Eudemos z Rodos
Eudemos z Rodos (stgr. Εὔδημος; przełom IV i III w. p.n.e.) – starogrecki lekarz, filozof i matematyk, jeden z uczniów Arystotelesa; twórca kilku prac z historii geometrii i astronomii. Pierwszy znany historyk teologii.